# Beatificazioni del pontificato di Leone XIV

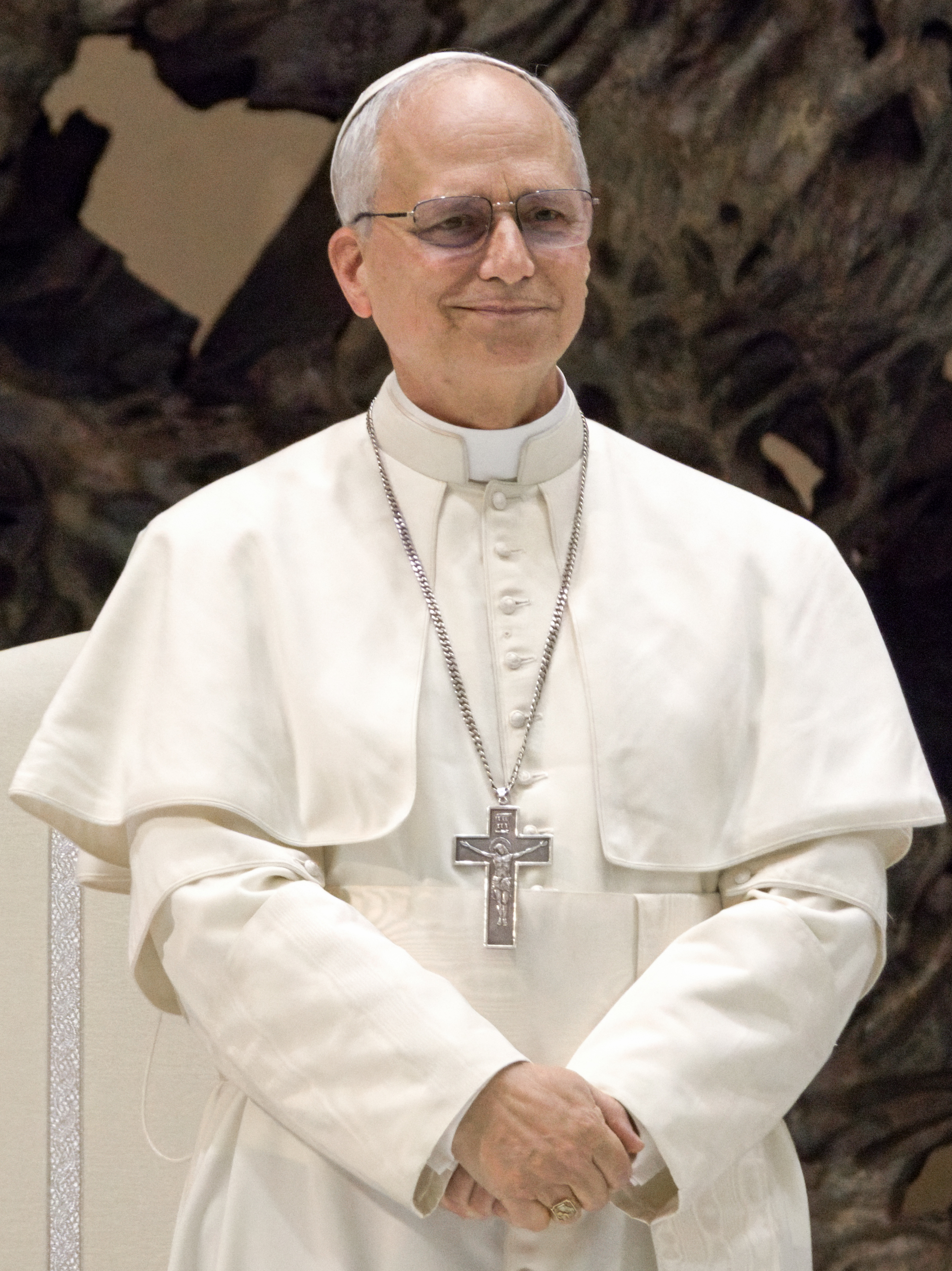
Papa Leone XIV nel maggio 2025

Dall'inizio del suo pontificato (8 maggio 2025) papa Leone XIV ha beatificato 19 venerabili servi di Dio, nel corso di 5 distinte cerimonie pubbliche.
Leone XIV, come già i predecessori Benedetto XVI e Francesco, ha deciso di presiedere solamente i riti di canonizzazione: le beatificazioni, infatti, vengono approvate dal pontefice ed il conseguente rito di beatificazione è celebrato da un cardinale o un arcivescovo in qualità di delegato pontificio.
Segue la lista delle beatificazioni celebrate nel corso del pontificato di papa Leone XIV.

## Riti del 2025
- Cerimonia del 17 maggio, celebrata nella cattedrale di Chambéry, presieduta dall'arcivescovo Celestino Migliore:
  - Camille Costa de Beauregard (1841-1910), sacerdote diocesano.
- Cerimonia del 24 maggio, celebrata nel piazzale della cattedrale di Poznań, presieduta dal cardinale Marcello Semeraro:
  - Stanisław Kostka Streich (1902-1938), sacerdote diocesano, martire.
- Cerimonia del 31 maggio, celebrata nella piazza della basilica di Santa Caterina d'Alessandria di Braniewo, presieduta dal cardinale Marcello Semeraro:
  - Christophora Klomfass e 14 compagne († 1945), della Congregazione delle suore di Santa Caterina vergine e martire, martiri.
- Cerimonia del 15 giugno, celebrata nella basilica di San Paolo fuori le mura a Roma, presieduta dal cardinale Marcello Semeraro:
  - Floribert Bwana Chui Bin Kositi (1981-2007), fedele laico, martire.
- Cerimonia del 12 luglio, celebrata nella chiesa di San Francesco di Sales a Barcellona, presieduta dal cardinale Marcello Semeraro:
  - Lycarion May (1870-1909), fratello dell'Istituto dei Fratelli maristi delle scuole, martire.

## Prossime beatificazioni

### 2025
- Cerimonia del 6 settembre, Veszprém Aréna a Veszprém:
  - Mária Magdolna Bódi (1921-1945), fedele laica, martire.
- Cerimonia del 6 settembre, Tallinn:
  - Eduard Profittlich (1890-1942), arcivescovo, martire.
- Cerimonia del 27 settembre, Mukačevo:
  - Petro Pavlo Oros (1917-1953), sacerdote diocesano dell'eparchia di Mukačevo, martire.
- Cerimonia del 15 novembre, basilica di San Nicola a Bari:
  - Carmelo de Palma (1876-1961), sacerdote diocesano.

### 2026
- Cerimonia del 12 marzo, Cần Thơ:
  - Francesco Saverio Trương Bửu Diệp (1897-1946), sacerdote diocesano, martire.

### Data e luogo da stabilire
- Elia Comini (1911-1944), sacerdote della  Società salesiana di San Giovanni Bosco, martire.
- Pietro da Corpa e 4 compagni († 1597), dell’Ordine dei frati minori, martiri.
- Eliswa della Beata Vergine Maria (1831-1913), religiosa e fondatrice della congregazione delle Suore carmelitane teresiane.
- Nazareno Lanciotti (1940-2001), sacerdote diocesano, martire.
- Salvador Valera Parra (1816-1889), sacerdote diocesano.
- Manuel Izquierdo Izquierdo, sacerdote diocesano, e 58 compagni († 1936-1938), martiri.
- Antonio Montañés Chiquero, sacerdote diocesano, e 64 compagni († 1936-1937), martiri.
- Raimond Cayré, sacerdote diocesano, Gerard Martin Cendrier, religioso professo dell’Ordine dei frati minori, Roger Vallée, seminarista, Jean Mestre, fedele laico, e 46 compagni († 1944-1945), martiri.